# メヘラーンガル城

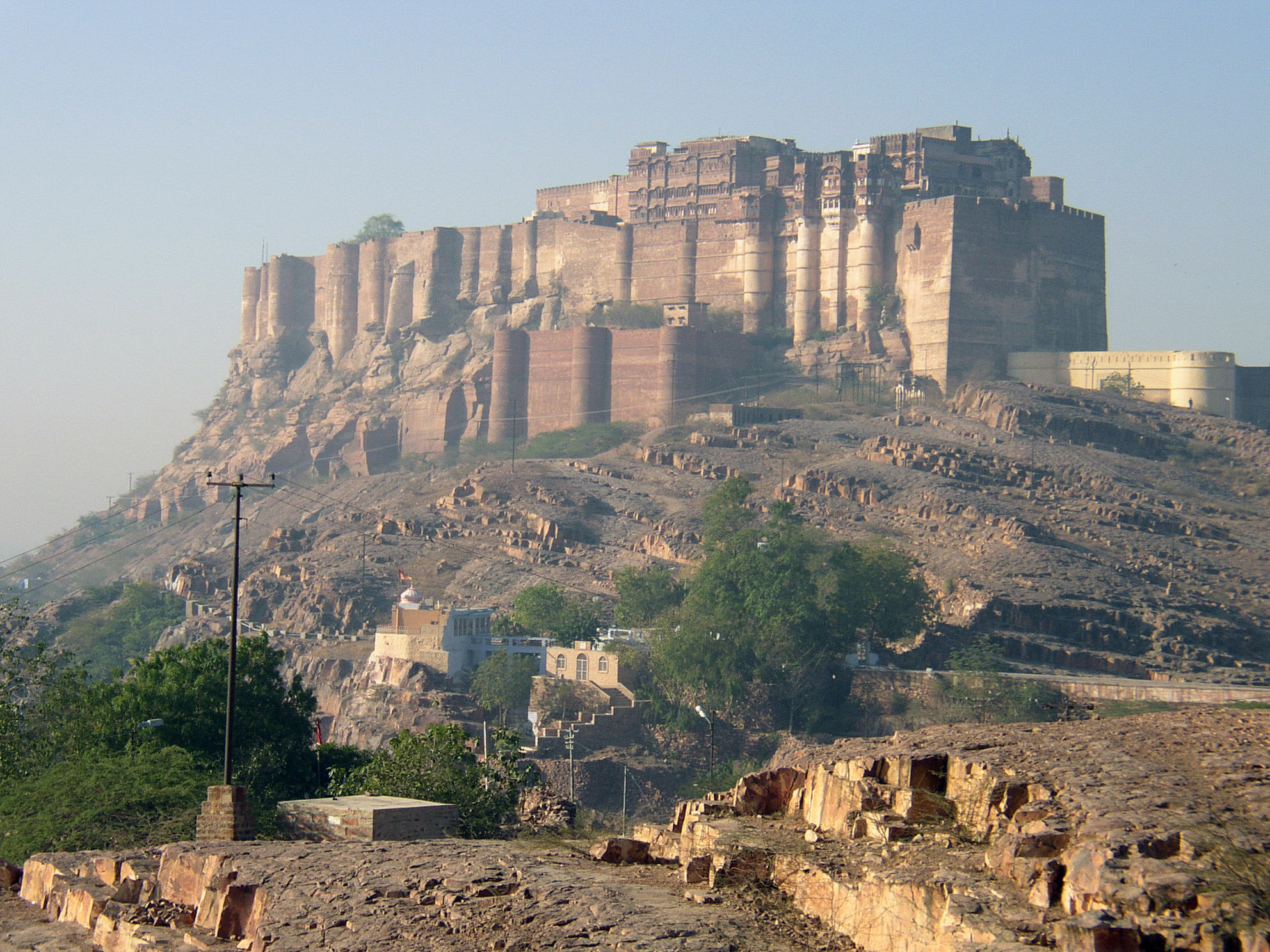
メヘラーンガル城

メヘラーンガル城（ヒンディー語：मेहरानगढ़ का किला 転写：Mēharānagaṛha kā kilā, 英語：Mehrangarh Fort）は、北インドのラージャスターン州、ジョードプル県の都市ジョードプルにある城塞。かつてマールワール王国およびジョードプル藩王国の君主の居城でもあった。

## 歴史
1459年、マールワール王国の君主ジョーダーはマンドールから遷都し、5月12日に居城であるメヘラーンガル城の建設にかかった。
その後、城塞が建設されたのちも、敵襲の度に拡大されゆき、ジャスワント・シングの治世までそれは続いた。
1678年にジャスワント・シングが死亡すると、翌1679年に城はムガル帝国に接取されたが、1707年にアウラングゼーブの死によって返還された。
その後、18世紀にはマラーターの襲撃にさらされたが城は持ちこたえ、1818年に王国がイギリスの保護下に入ったのち、1947年まで藩王の居城であった。

## ギャラリー

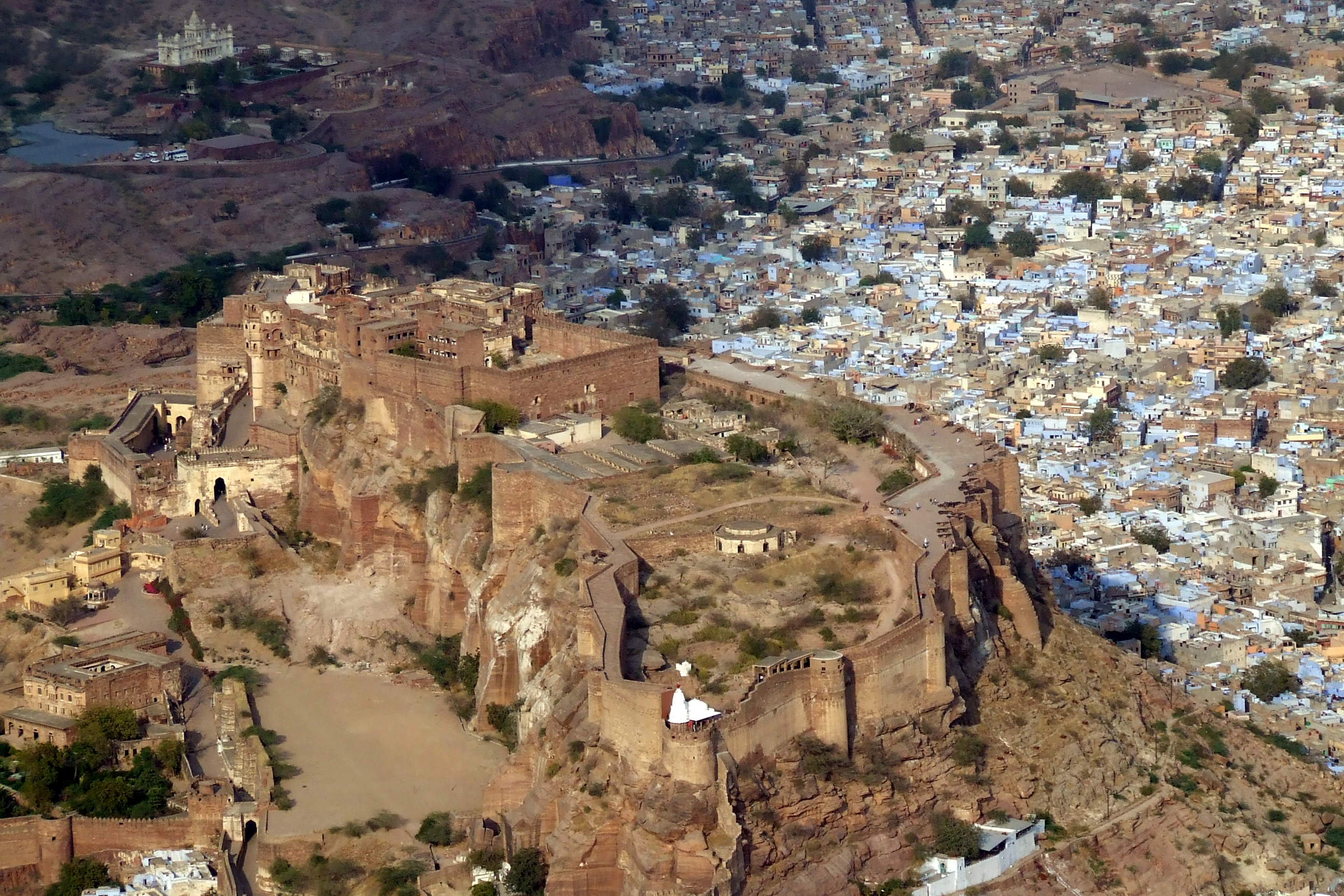
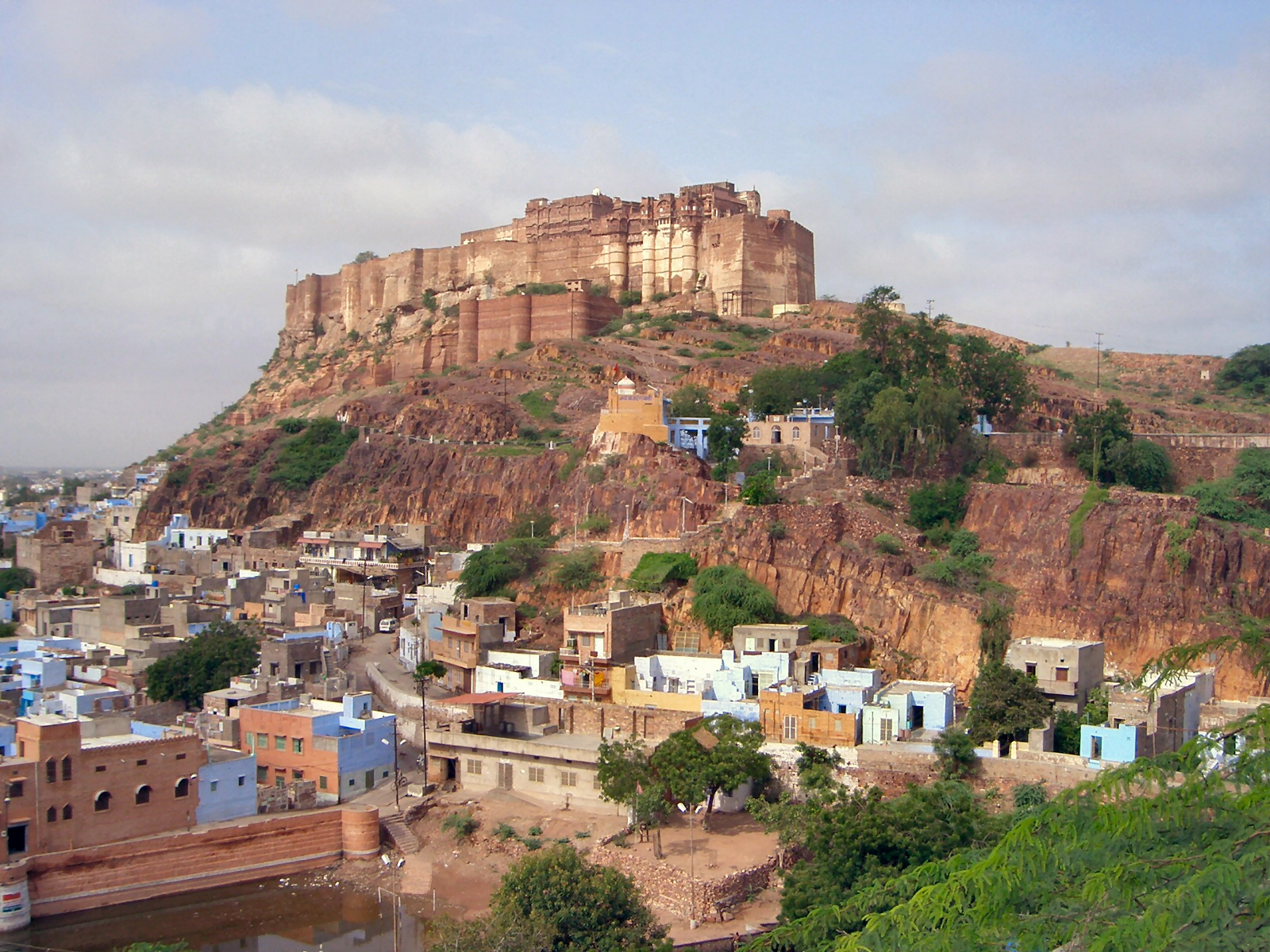
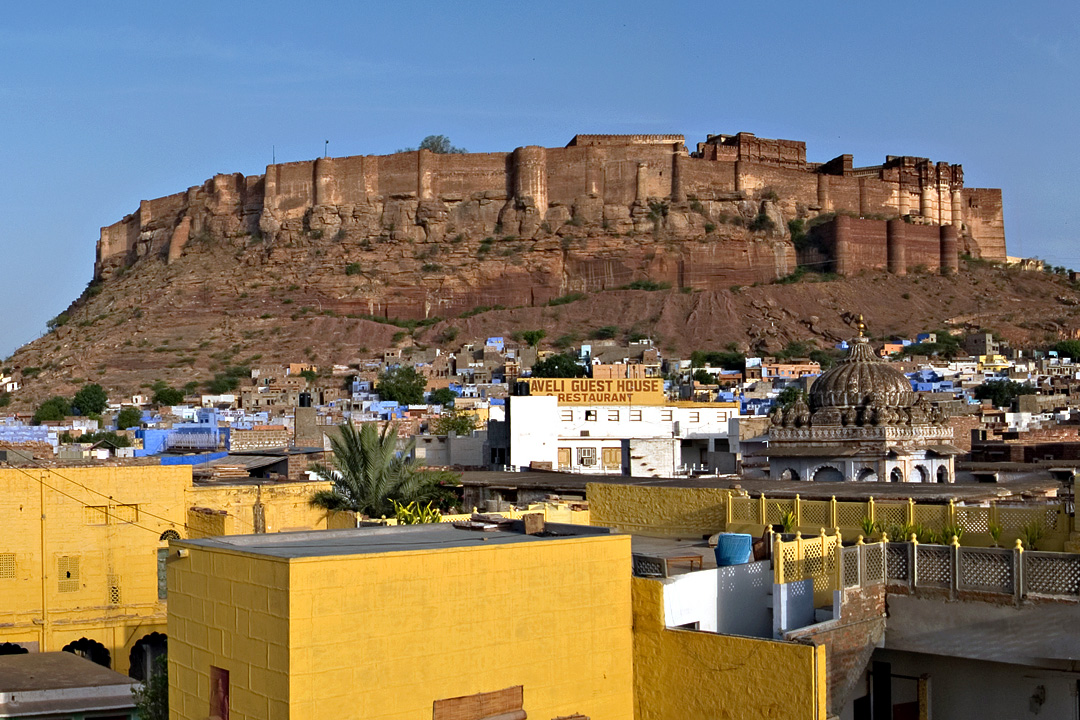
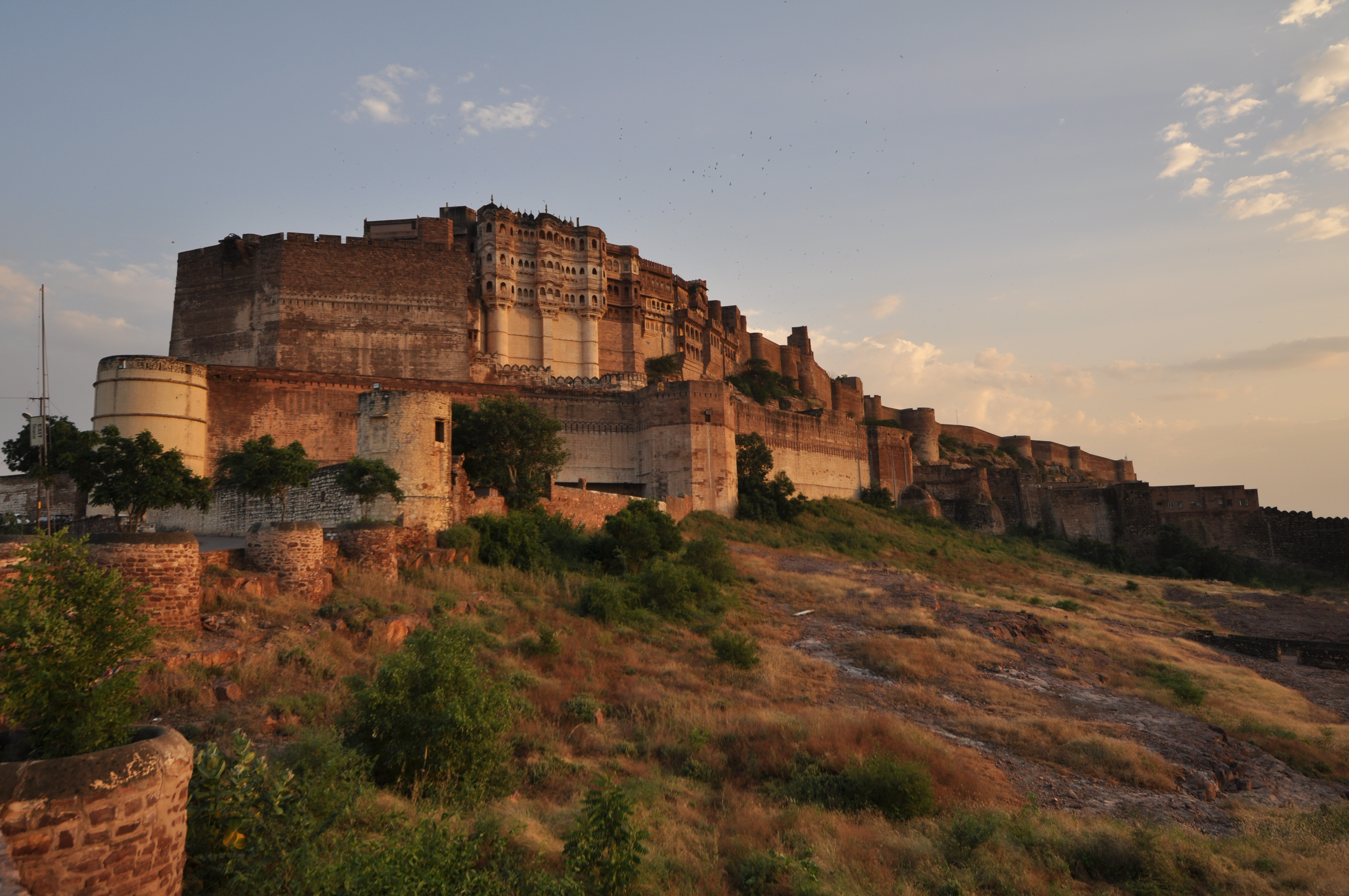
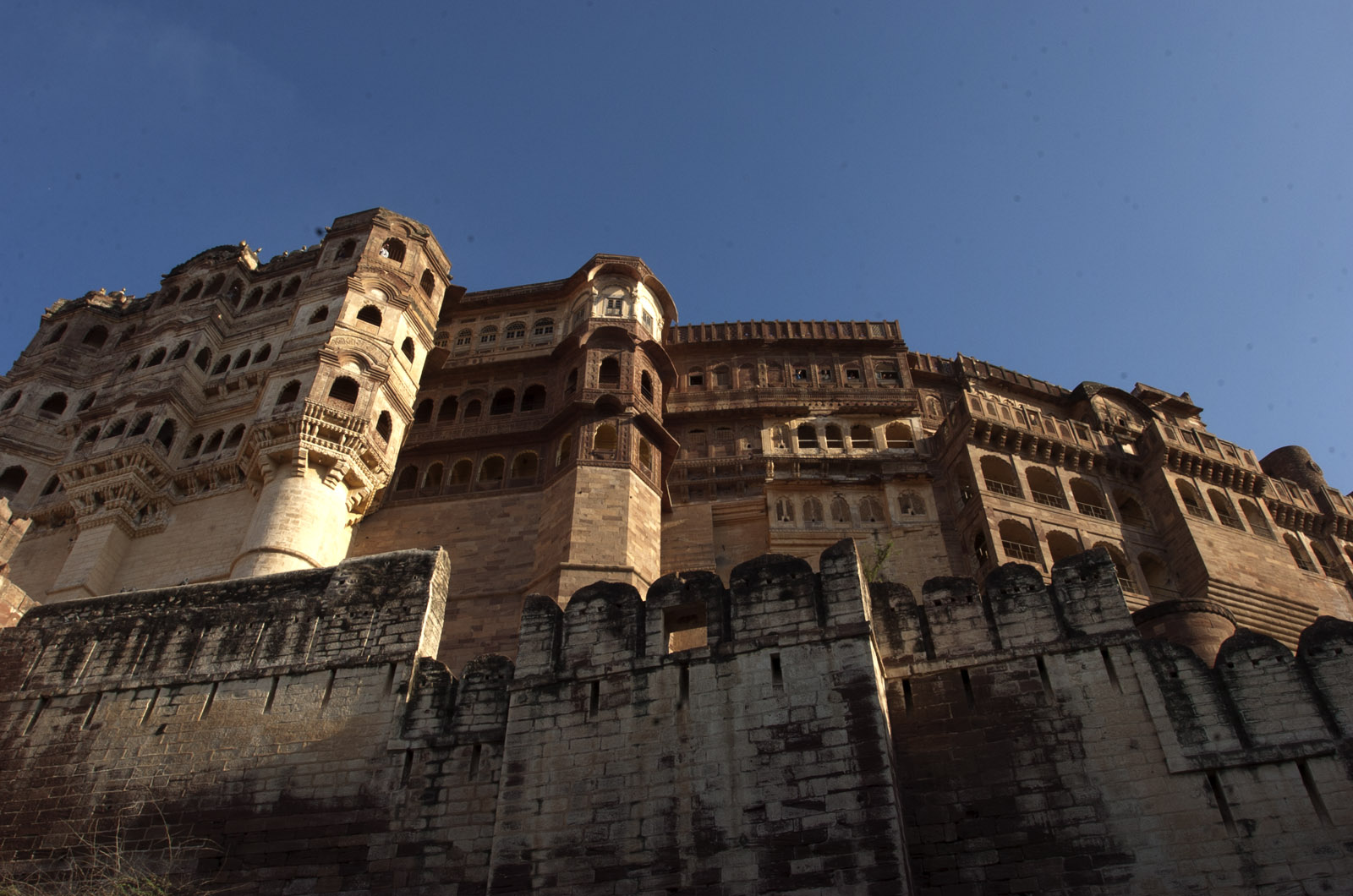
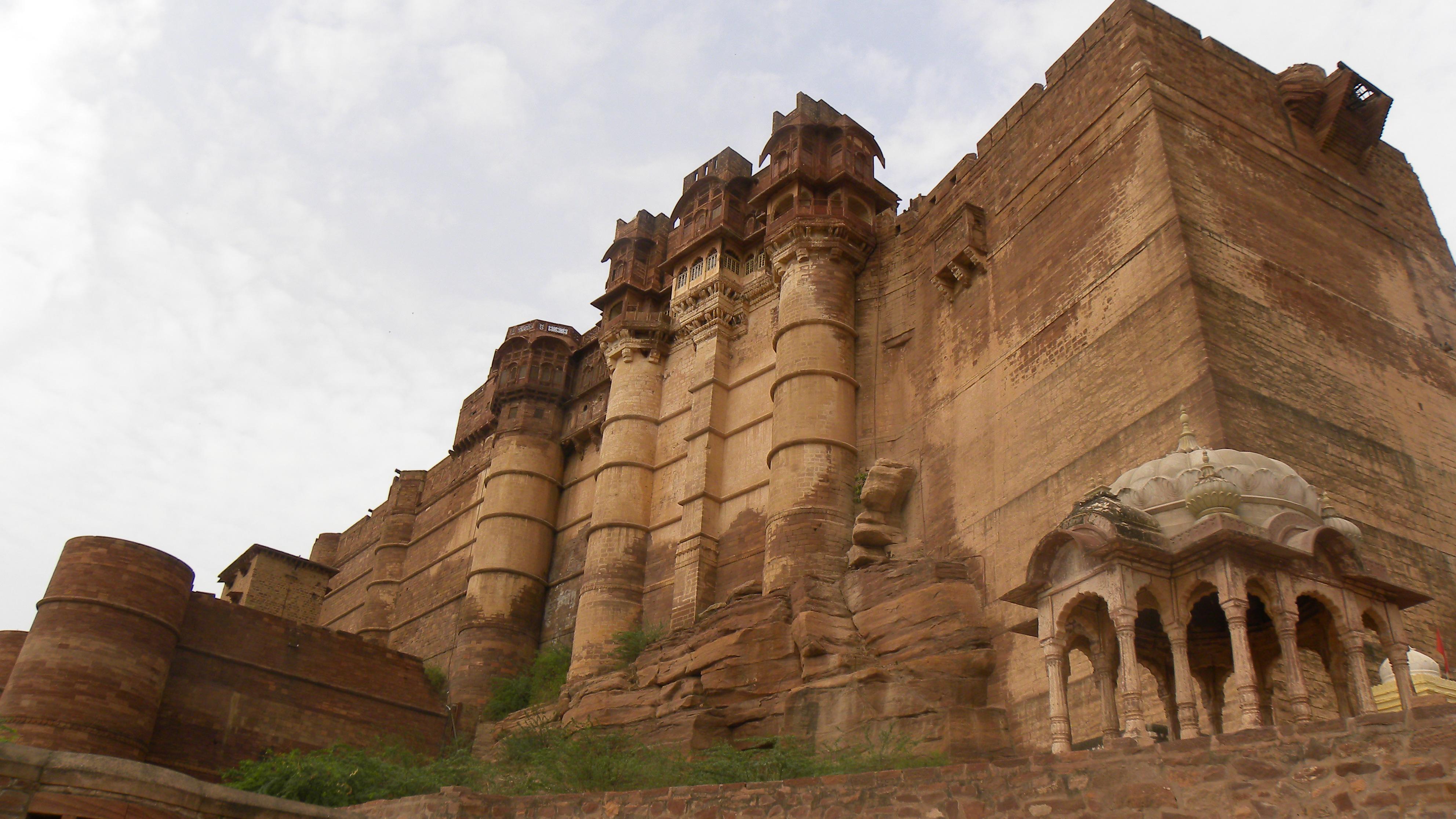
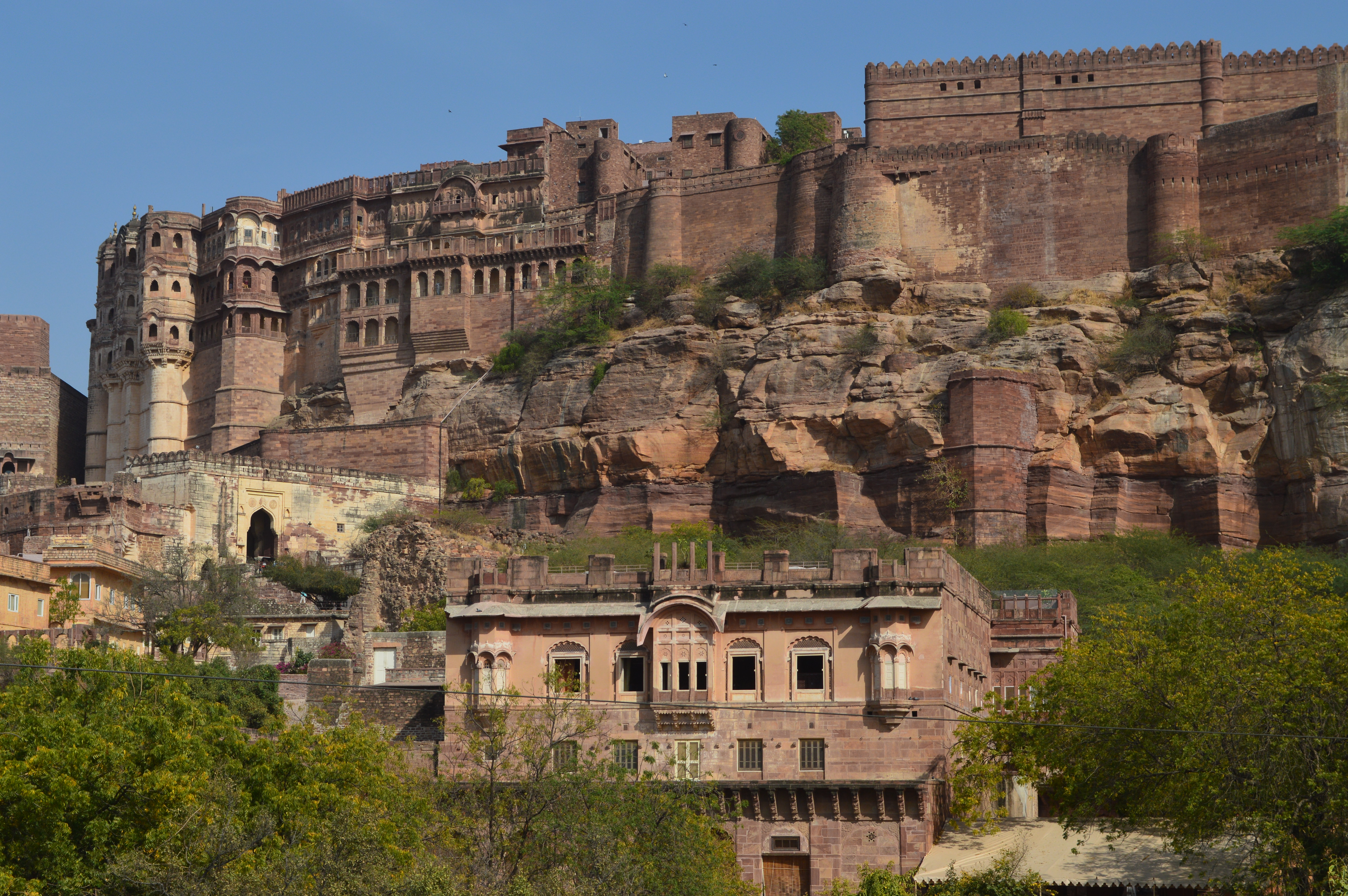
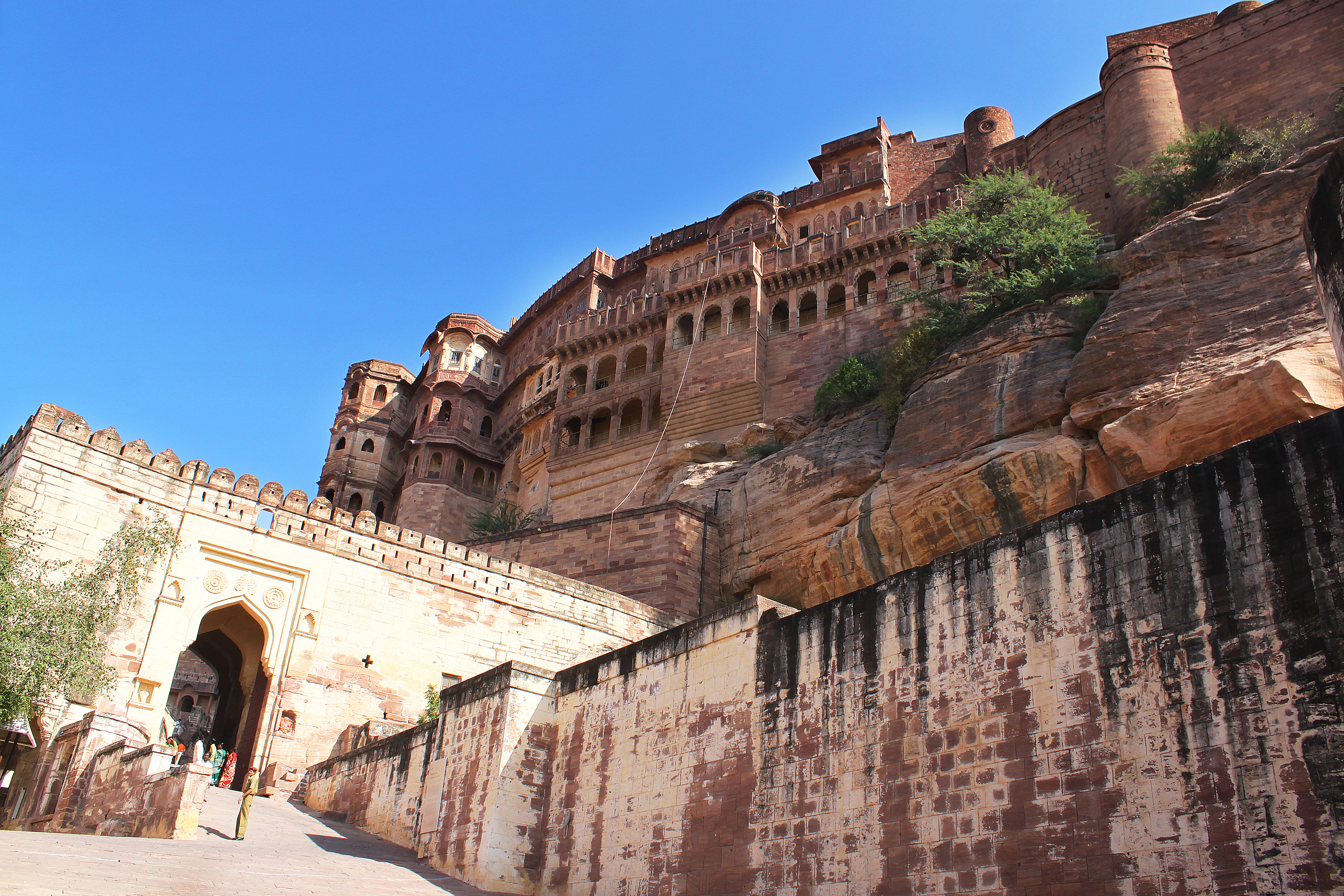
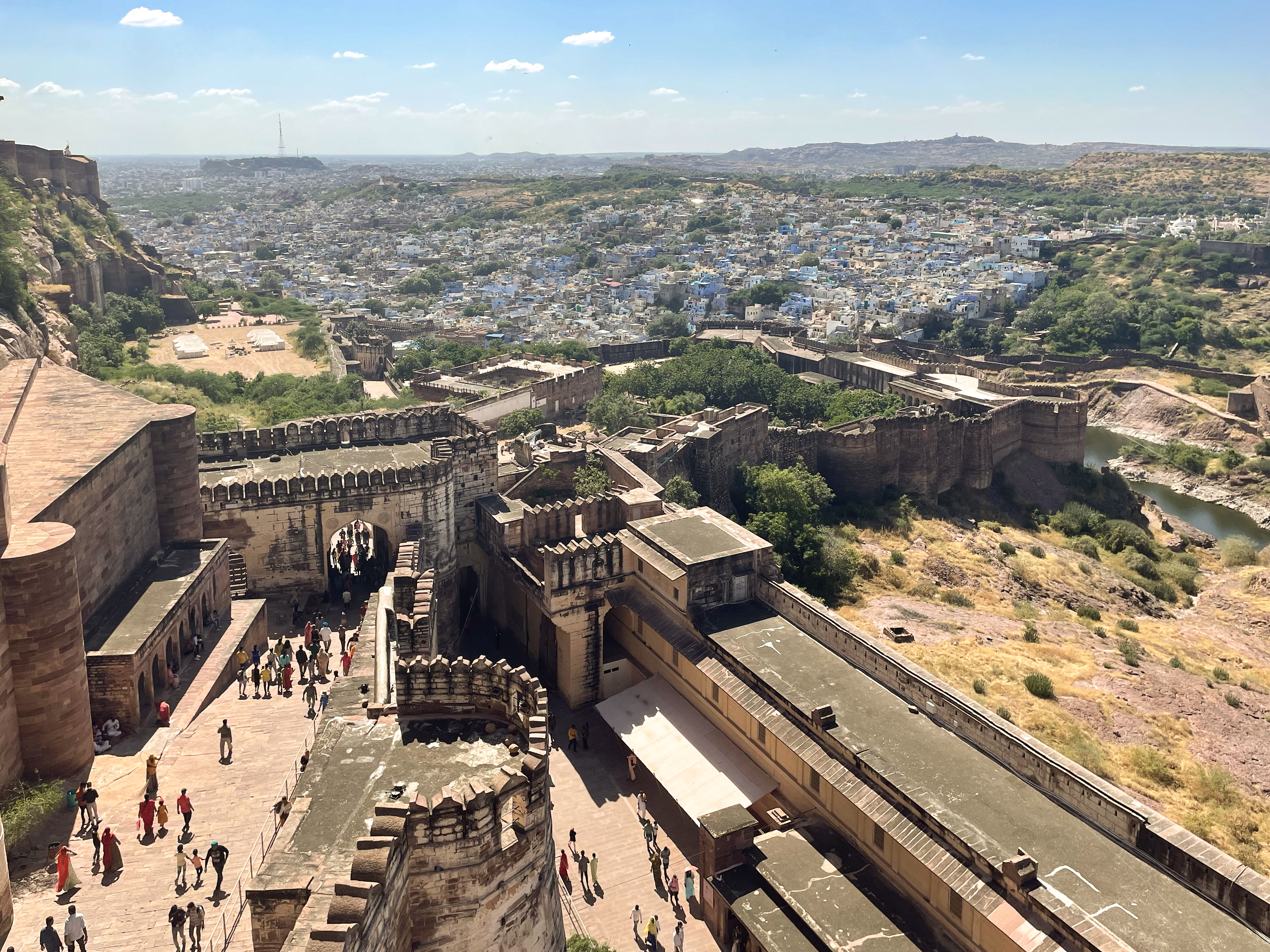
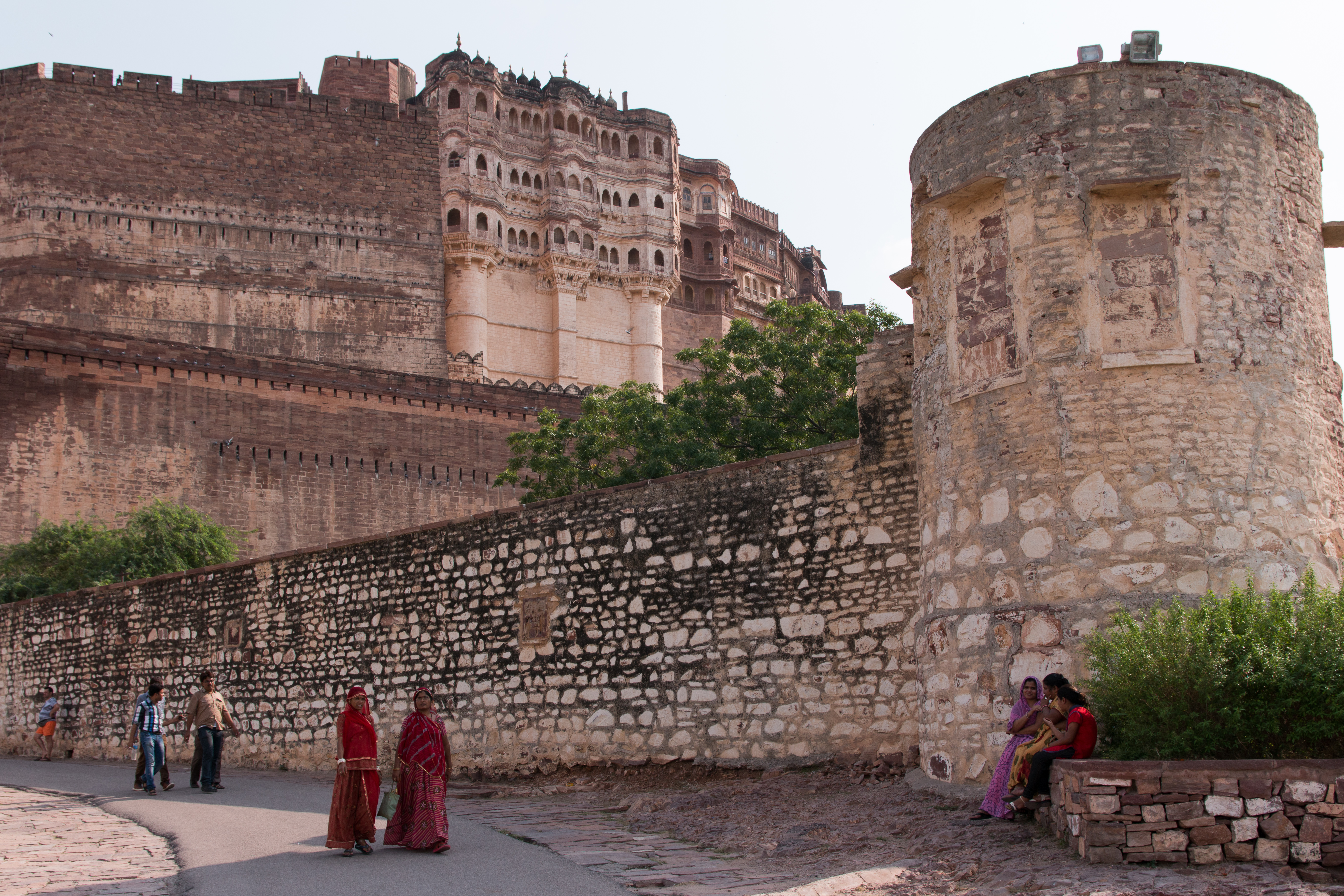
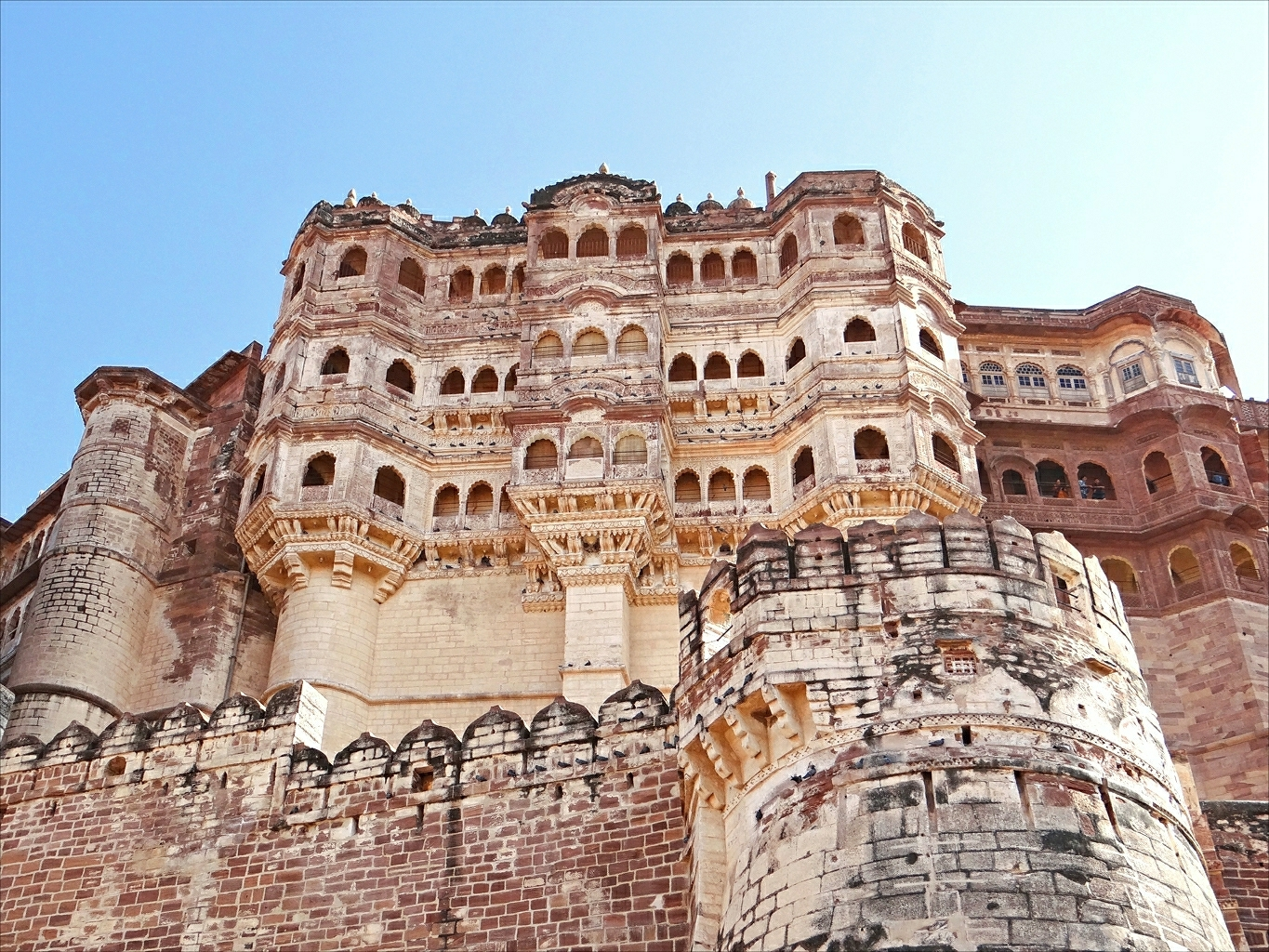
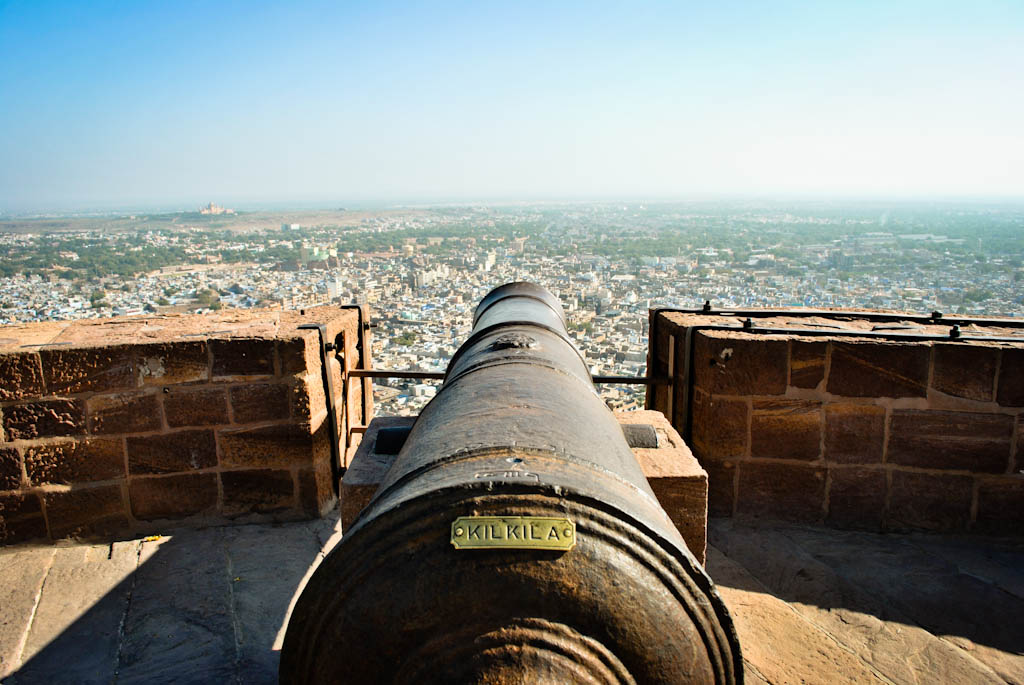
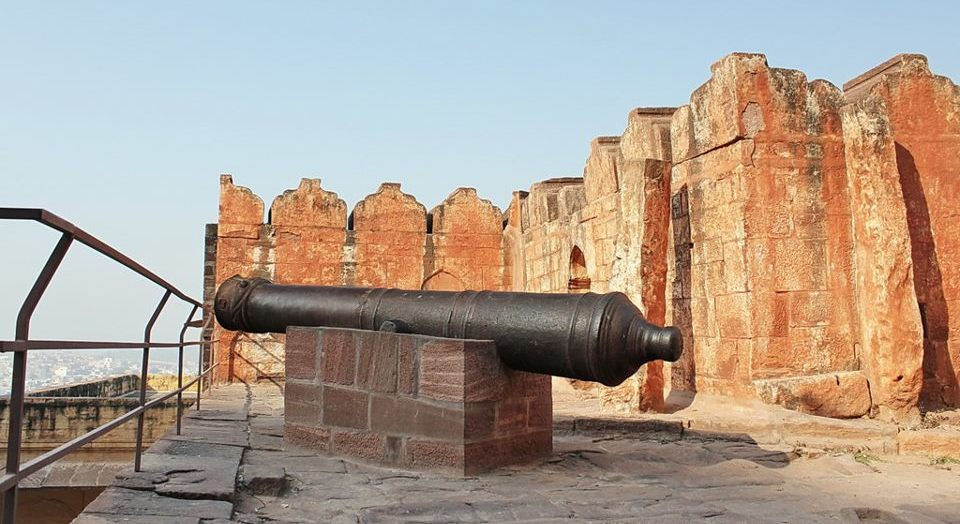
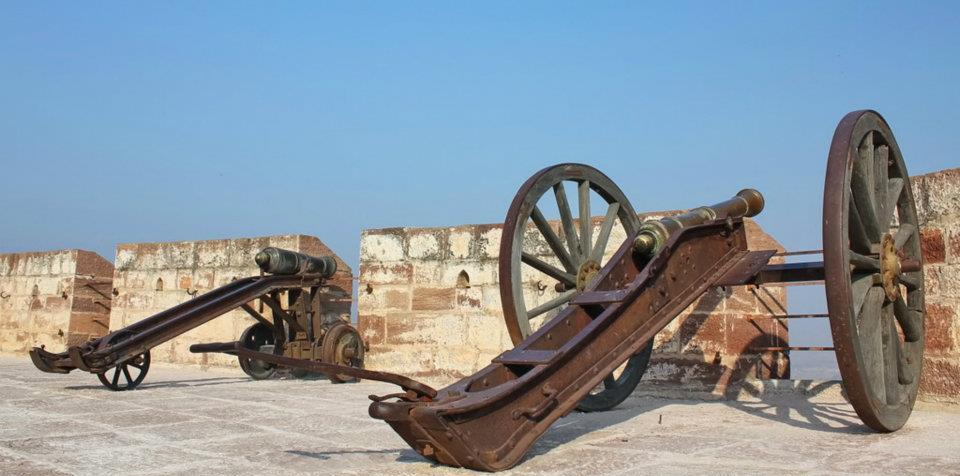
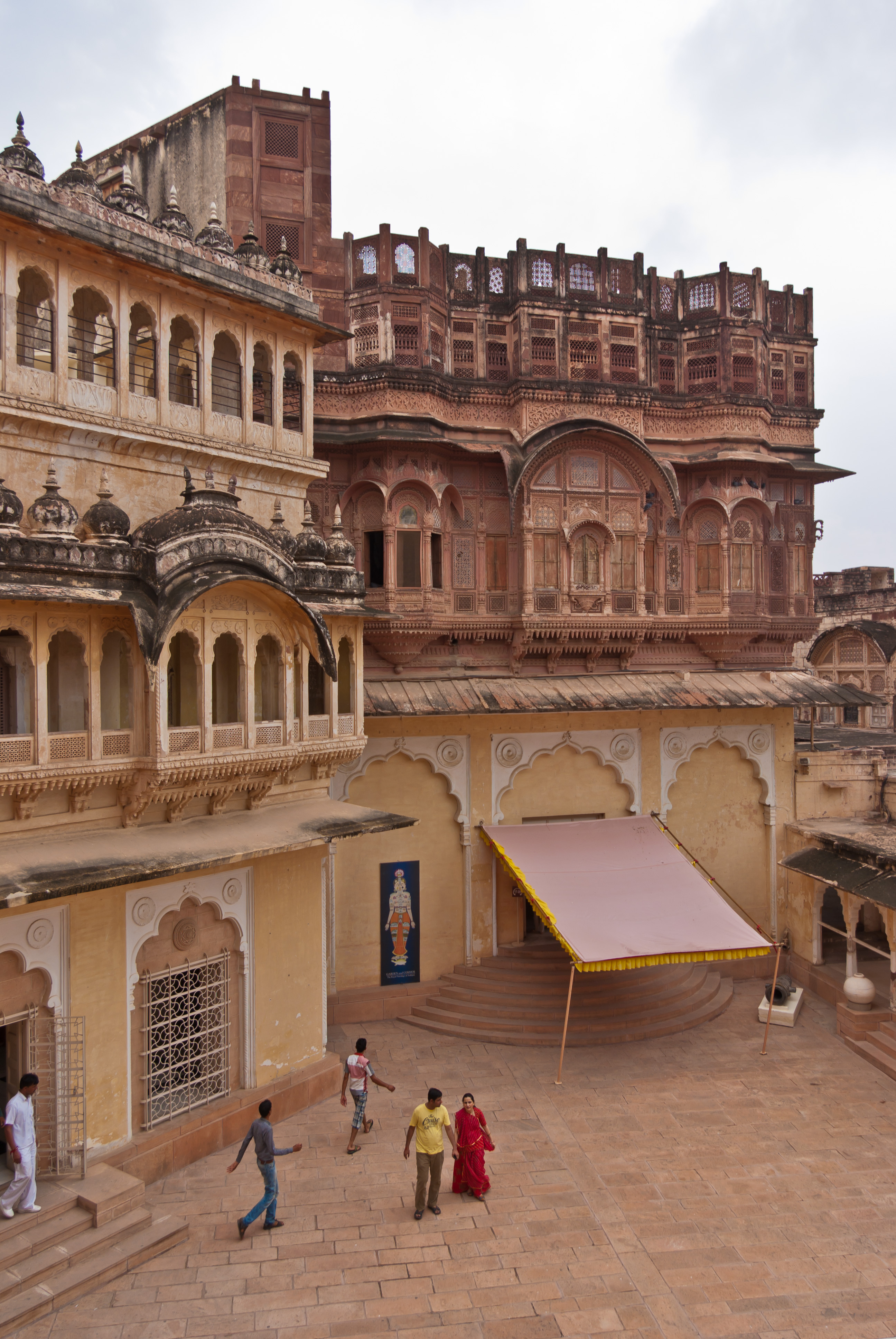
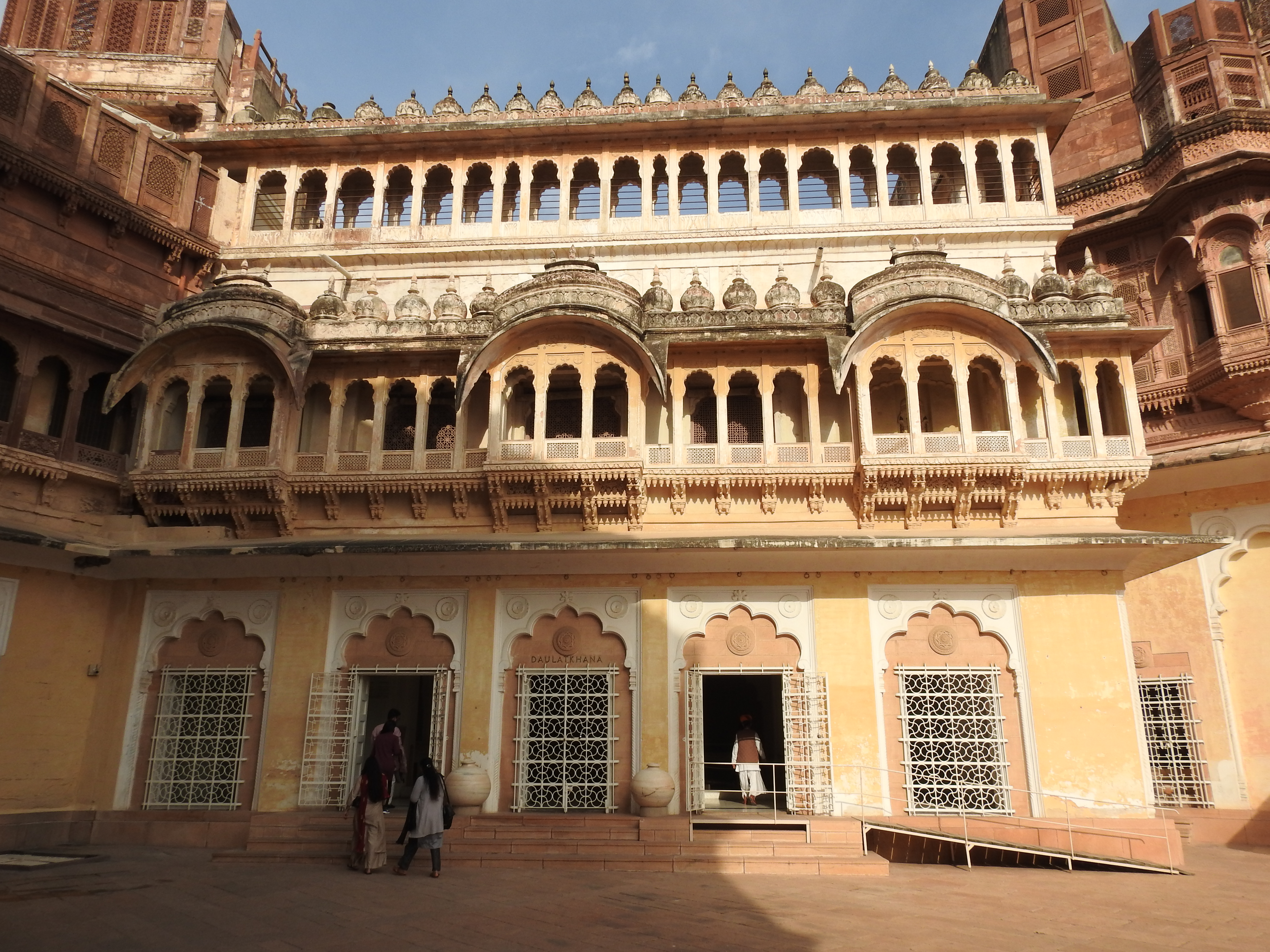
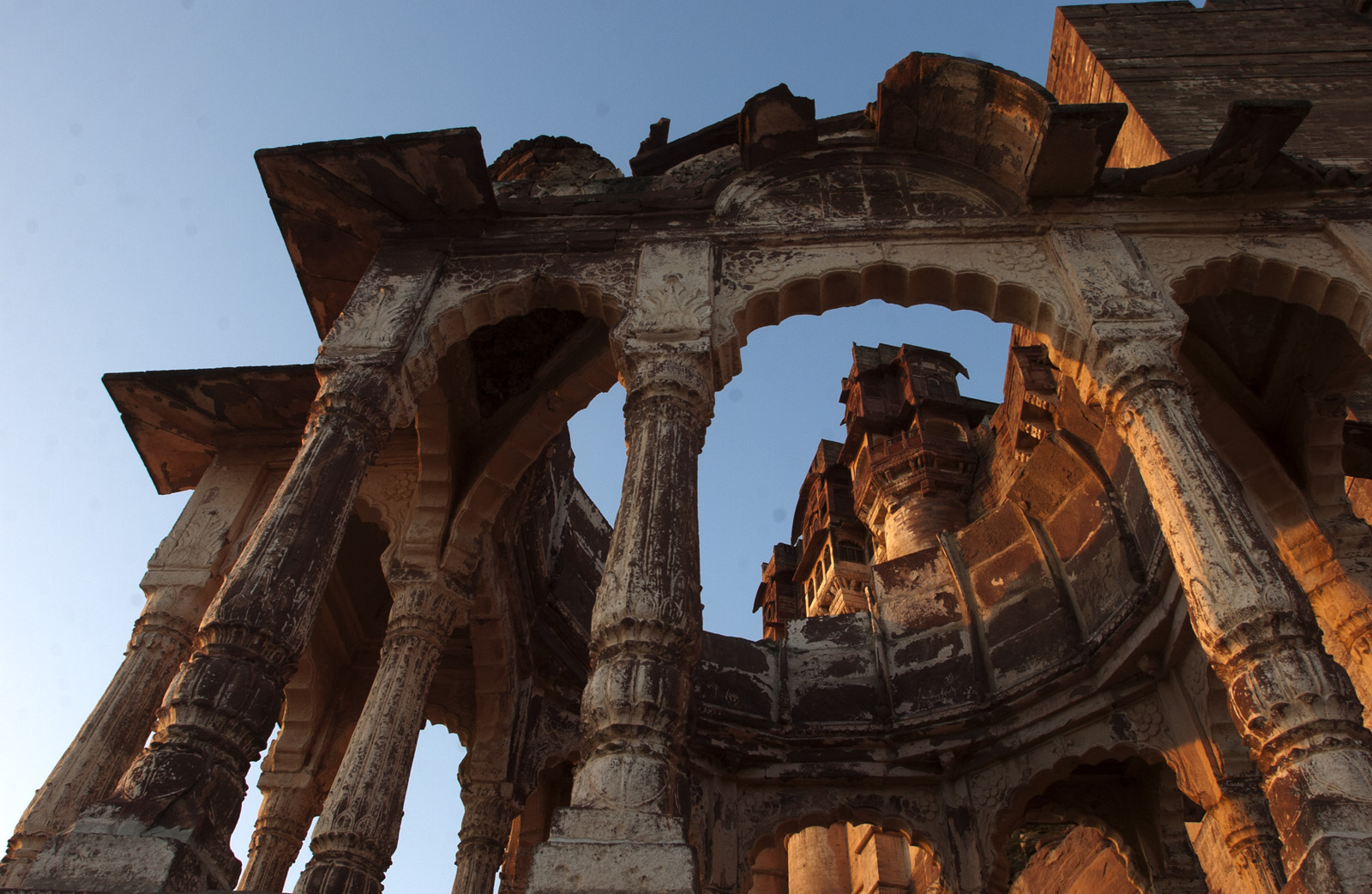
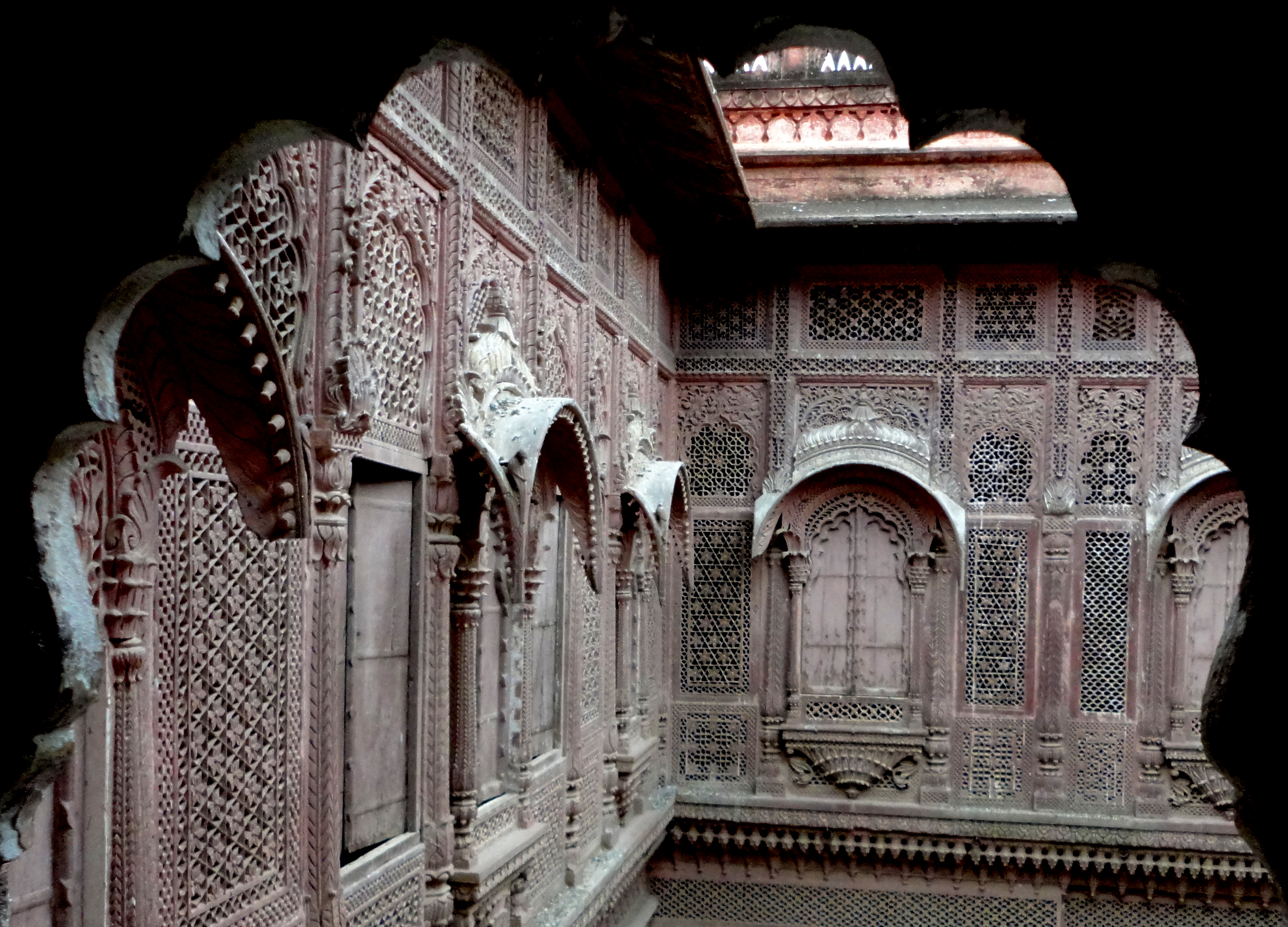
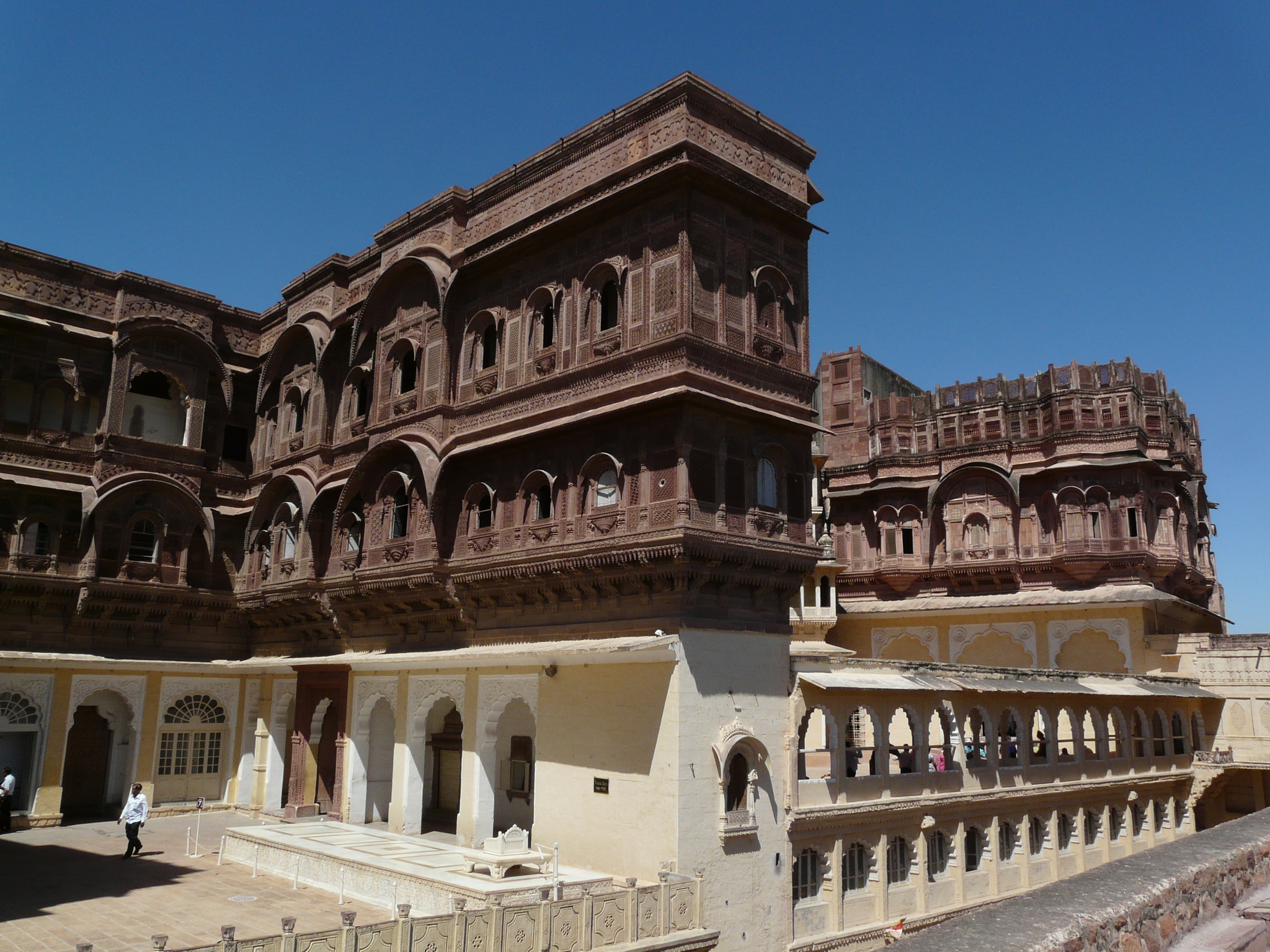
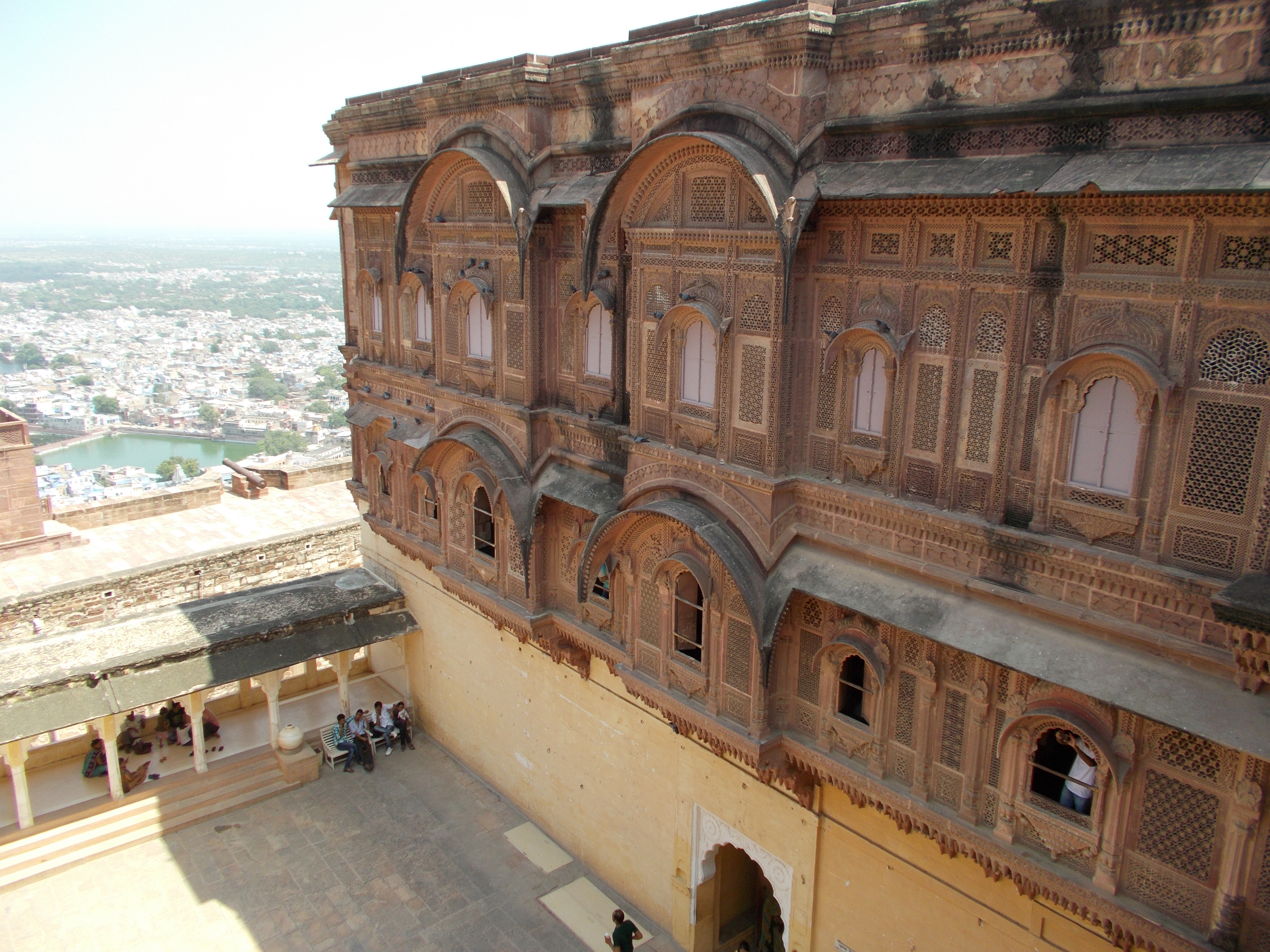
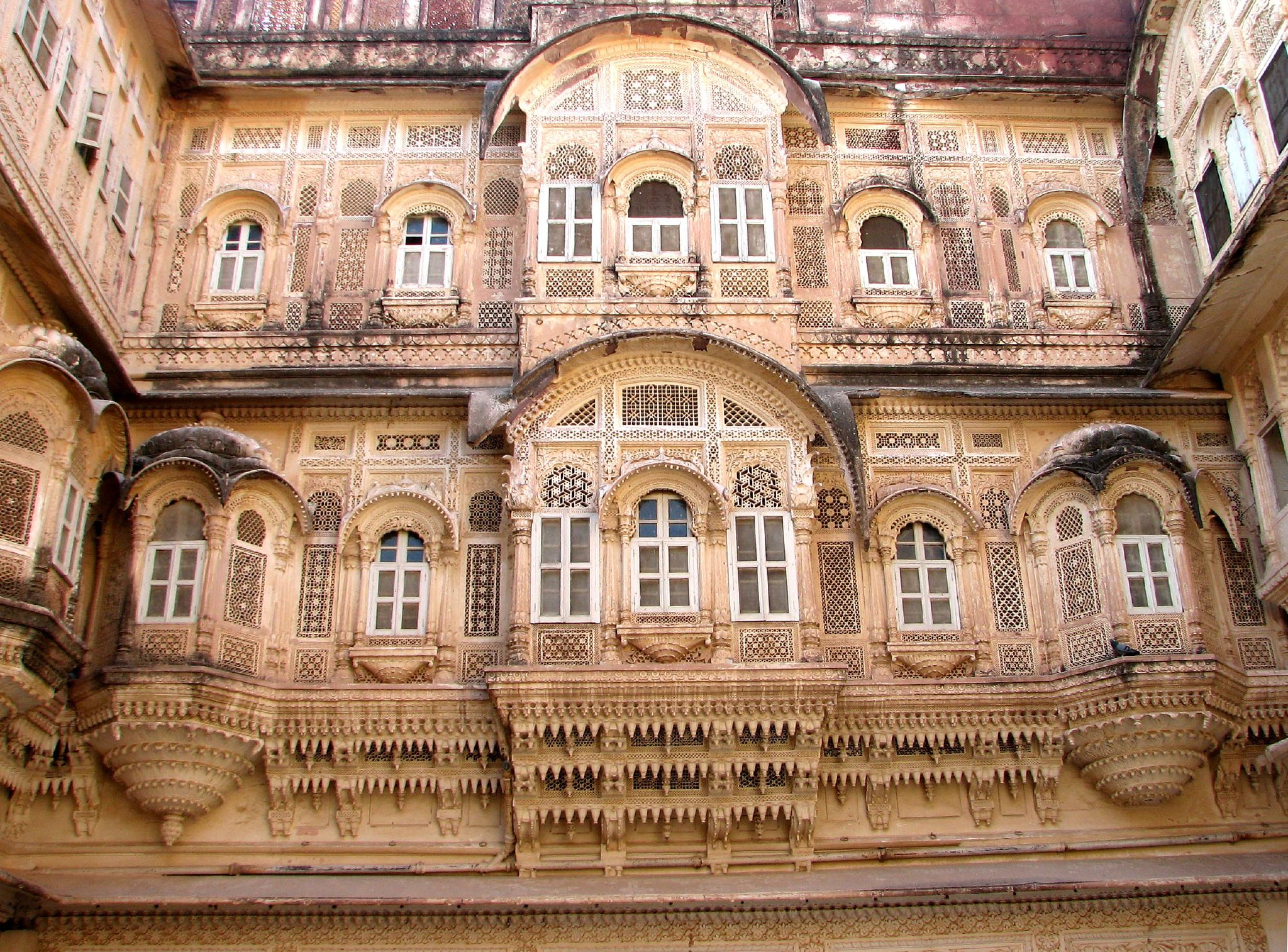
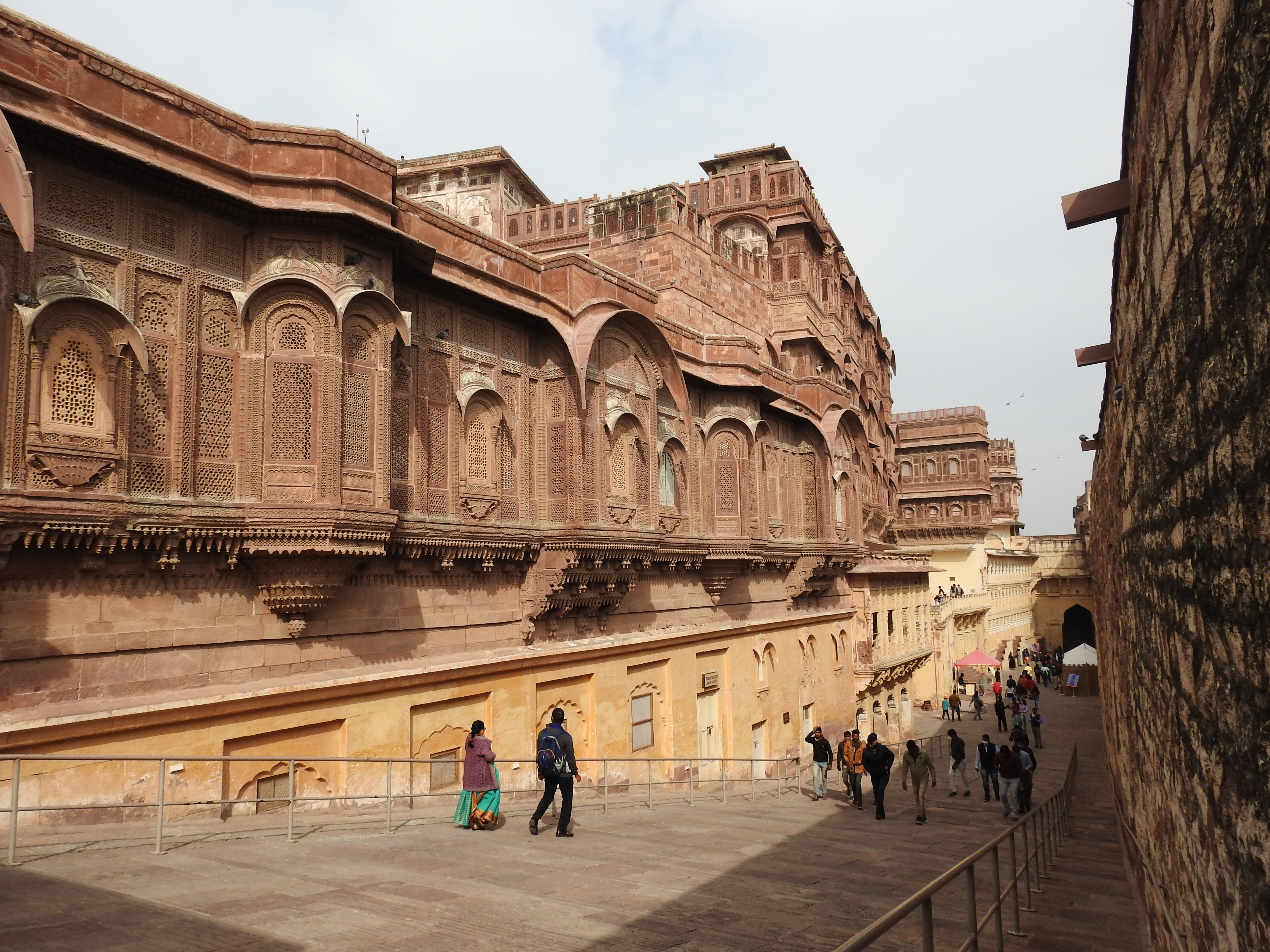
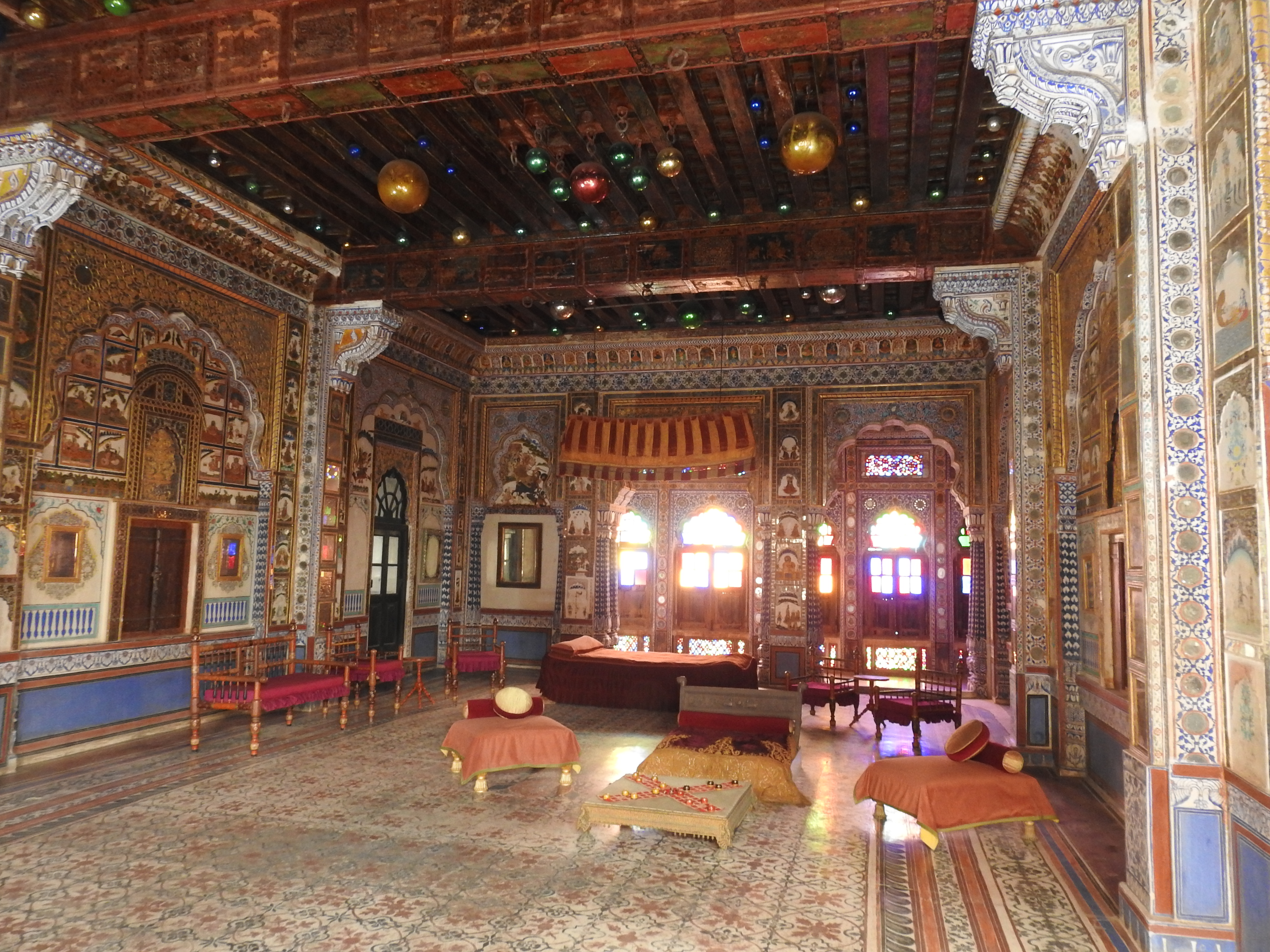